# Mi adorable maldición
Mi adorable maldición es una telenovela mexicana producida por Ignacio Sada Madero para Televisa y transmitida por Las Estrellas en 2017. Adaptación de la telenovela colombiana Lola calamidades de 1987 original de Julio Jiménez.
Protagonizada por Renata Notni y Pablo Lyle, y con participaciones antagónicas de Laura Carmine, Paty Diaz, Roberto Blandón y Socorro Bonilla. Además cuenta con actuaciones estelares de Maya Mishalska, Patricia Navidad, Cecilia Gabriela, y los primeros actores José Carlos Ruiz y Ernesto Gómez Cruz.
Las grabaciones concluyeron el día 2 de junio de 2017 en Nopala de Villagrán (México).

## Sinopsis
Nacida inocente. Sin embargo, la maldad de muchas personas hará que su destino cambie. Aurora (Renata Notni) ha aprendido a vivir con ello desde la muerte de sus padres, incluso el distanciamiento de su primer y único amor llamado Rodrigo (Pablo Lyle) y también el rechazo de sus seres queridos (que para ella todos eran familia). Pero no solo eso sino también las personas del pueblo llamado "El Salado" ya que Macrina (Socorro Bonilla) (bruja del pueblo) se ha aprovechado de la ignorancia de estas personas en pleno siglo XXI, maldiciendo y condenando a Aurora a vida llena de desgracias y convenciendo a todos de que ella es el mismísimo demonio en persona y que de alguna manera Aurora ha soportado todo esto desde que nació, debido a que en el parto, su madre Carmen murió y Macrina culpó a Aurora de esto. 
Al morir su padre Anselmo (Ignacio Guadalupe), una villanía de Xóchitl (Catalina López) provoca que Aurora se distancie de Rodrigo por seis años y así yéndose a vivir a la Ciudad de México con su tía Brígida (Paty Díaz) una mujer extremadamente rencorosa, mandona y explotadora. Cuando la cree muerta por un accidente, Aurora se regresa a "El Salado" autocondenándose a vivir en el cementerio junto a la tumba de su padre por creer que su tía murió. Poco después se reencuentra con Rodrigo y descubre que ese amor sigue ahí. Pero no solo Severo (Roberto Blandón) se encargará de que ambos se separen, también Mónica (Laura Carmine) la "prima" de Rodrigo, en complicidad con Macrina y Severo, esto podría ser posible. La desconfianza, las dudas y la cizaña, ponen en peligro el amor de Aurora y Rodrigo. El sufrimiento de Aurora crece día a día y más con los "hechizos" de Macrina. Para Aurora y Rodrigo nada es más fuerte que esa flamante llama del amor que desde niños está intacta, porque el hechizo más fuerte es el amor.

## Elenco
- Renata Notni - Aurora Sánchez Ruiz / Carmen Ruiz Campos de Sánchez
- Pablo Lyle - Rodrigo Villavicencio Solana / Andrés Villavicencio Urrutia
- Laura Carmine - Mónica Solana Pineda
- Roberto Blandón - Severo Trujillo
- Maya Mishalska - Elsa Solana Vda. de Villavicencio
- Patricia Navidad - Apolonia Ortega Vda. de Galicia
- Cecilia Gabriela - Corina Pineda Vda. de Solana
- Socorro Bonilla - Macrina Romero
- José Carlos Ruiz - Ponciano Juárez
- Alejandro Ávila - Camilo Espinosa
- Ernesto Gómez Cruz - Padre Basilio
- Paty Díaz - Brígida Sánchez Rodríguez Vda. de Johnson
- Erik Díaz - Rafael Galicia Ortega / Rafael Galicia Molina
- Juan Ángel Esparza - Jerónimo Ríos
- Alejandro Ruiz - Onésimo Quiñones
- Bárbara Gómez - Altagracia Bautista
- Iliana de la Garza - Maximina Bautista
- Catalina López - Xóchitl Romero
- Eva Cedeño - Inés Bustos
- Aldo Guerra - Luis Delgado
- Ricardo Zertuche - Tobías Ávila Juárez
- Miranda Conther - Dolores "Loli" Bustos
- Carla Cardona - Nadia del Valle
- Ilse Ikeda - Bonifacia Mujica "Boni"
- Christian Andrei - Wenceslao Reyes
- Fabiola Andere - Epifania Reyes "Epi"
- Santiago Hernández - Gonzalo Galicia Ortega "Chalo"
- Ricardo Vera - Eduardo Murray
- Ignacio Guadalupe - Anselmo Sánchez Rodríguez
- Conan O'Brien[8] - Joseph Robinson
- Carlos Athié - Ernesto Verdoso
- Agustín Arana - Armando Cisneros[9]
- Ricardo Franco - Dr. Marco Lascuráin[10]
- Virginia Marín - Gloria Juárez Vda. de Ávila
- Eduardo Carbajal - Lic. Vargas
- Gema Garoa - Pilar Alarcón
- Arturo Vázquez - Dionisio Ávila
- Raúl Coronado - Lucas Almada Rosas / Luca Rossetti
- Mar Zamora - Zuleyma
- Héctor Cruz - Abundio Ibarra
- Juan Verduzco - Psicólogo de Aurora
- Paulina de Labra - Lic. Socorro Buendía
- Mario Erosa - Laviada
- Miguel Priego - Dr. Solórzano
- Jorge de Marín - Lic. Velázquez
- Fernando Robles - Melitón Bustos / Macario
- Myrrha Saavedra - Sabina de Bustos
- Lorena Álvarez - Emma
- Pietro Vanucci - Dr. Felipe Moreno
- Karenn Encinas - Mesera del Huateque
- Ruth Rosas - Enfermera
- Benjamín Islas - Juez
- María Prado - Reclusa
- Cinthia Aparicio - Apolonia Ortega de Galicia (joven)
- Adriana Williams - Elsa Solana de Villavicencio (joven)
- Ana Tena - Aurora Sánchez Ruiz (niña)
- Mikel Mateos - Rodrigo Villavicencio Solana (niño)

## Premios y nominaciones

### Kids Choice Awards México
| Año  | Categoría       | Nominado     | Resultado |
| ---- | --------------- | ------------ | --------- |
| 2017 | Actriz favorita | Renata Notni | Nominada  |
| 2017 | Actor favorito  | Pablo Lyle   | Nominado  |

### Premios TVyNovelas 2018
| Categoría          | Nominados        | Resultado |
| ------------------ | ---------------- | --------- |
| Mejor primer actor | José Carlos Ruiz | Nominado  |

## Versiones
- Lola Calamidades (1987):versión original. Hecha por RTI Televisión. Protagonizada por Nórida Rodríguez y José Luis Paniagua .
- Dulce ave negra (1993):versión producida por RTI Televisión de Lola Calamidades. Protagonizada por Marcela Gallego y Fernando Allende. Pero eso sí con actuación antagónica de Lucero Cortés.
- Lola Calamidades (1992). Versión libre del mismo título realizada por la productora Ecuavisa. Tuvo como protagonistas al cantante Francisco Terán y a Cristina Rodas en el papel de Lola, y Claudia González como la antagonista.
- Bella calamidades (2010). Es la tercera versión realizada en Colombia por la productora R.T.I. para Caracol Televisión y Telemundo. La historia es protagonizada por Danna García y Segundo Cernadas, con la participación antagónica de Adriana Campos.